# Richard Di Rosa
Pour les articles homonymes, voir Di Rosa.
Richard Di Rosa, né le 23 mars 1963  à Sète, est un sculpteur français, le premier du mouvement français de la figuration libre dont il est un des précurseurs.
Autodidacte apportant sa vision particulière de l’œuvre de son frère, il a très rapidement créé son univers propre. La couleur, les formes rondes et ludiques de ses personnages témoignent d'une proximité esthétique avec Joan Miró ou encore Max Ernst.
La culture africaine, la musique et les animaux (ses Poules en particulier) sont autant de thèmes d'inspiration pour l'artiste. Ses œuvres sont notamment visibles à la Cité de la musique à Paris, au musée Paul-Valéry à Sète.
Exposé aux États-Unis dès 1983, il poursuit une carrière internationale au Ghana, en Belgique, en Thaïlande, en Corée, en Colombie ou encore aux Pays-Bas.

## Biographie
Originaire de Sète, ville du Languedoc Roussillon. Adolescent passionné pour le modélisme, Richard Di Rosa détourne les maquettes du commerce et les met en situation dans des dioramas. Il modèle les personnages dessinés par son frère Hervé, et devient par la pratique, sans formation particulière sculpteur. Il crée un univers plastique qu'il baptise Dirosaland. 

« D’un milieu très modeste, je faisais tout petit des modèles réduits d’avions, de chars, et puis je faisais pas que l’avion, je faisais aussi le tarmac, avec les deux mecs qui font le plein, ceux qui changent les douilles, ce qui a inspiré après mes sculptures quand j’ai créé mes premiers diorama, un peu comme la bande dessinée a influencé les toiles de Hervé. »

Surnommé « Buddy » en référence à Buddy Holly, passionné de rock, pratiquant le piano et la batterie, il fonde, en 1978, le groupe Les Démodés avec Ketty Brindel et Robert Combas.

Il participe au deuxième numéro de la revue Bato, réalisée pas son frère, Ketty Brindel et Robert Combas, parue en 1979  et remplie de ses petits soldats. Avec l'exposition de 1981, organisée par le plasticien Ben à Nice, le groupe d'amis (Combas, les frères Di Rosa, Boisrond et Blanchard) est considéré comme un mouvement :

« Le groupe d’amis que nous étions a été considéré comme porteur d’un nouveau mouvement ; et c’est vrai que le milieu de l’art avait besoin de se reconnaître dans quelque chose de nouveau, d’inattendu, de provocateur. Nous en avons été nous-mêmes surpris ; nous étions en mouvement, hyper actifs, mais pas forcément un mouvement ! Une action entraînant une autre, cela s’est fait comme ça. On ne s’est jamais tous retrouvés en train de se dire : "On crée un mouvement, on l’appellera la Figuration Libre, on va écrire un manifeste, on va faire ci et ça ; jamais !". »

Le mouvement baptisé Figuration libre en 1981 par le plasticien Ben, désigne le renouveau de la peinture dans les années 1980. Une peinture décomplexée empruntant souvent à la bande dessinée, au rock et au graffiti. Buddy est le seul membre du mouvement à pratiquer la sculpture, Les autres apparentés au mouvement sont : Rémi Blanchard, François Boisrond, Robert Combas, Catherine Viollet et son frère Hervé.
Ses sculptures sont pour la première fois exposées en 1982, à Paris, avec les peintures de son frère. Son style aux formes rondes et ludiques s’enrichit ensuite en s'inspirant notamment de Joan Miró. 
En 1989, avec son frère, il ouvre à Paris la Boutique de l’art modeste. Un lieu proche d'un magasin de produits dérivés mais qui constitue à la fois une préfiguration du futur MIAM et une œuvre d’art totale. Lieu de vente, mais aussi lieu de vie et utopie artistique.
Ses créations « diromythologiques » comme il en parle, et ses personnages tout en rondeurs séduisent un large public, ses sculptures sont visibles dans les espaces publics des États-Unis, Pays-Bas, en France, au Ghana, au Maroc, en Colombie...
Il est nommé Chevalier des Arts et des Lettres le 12 mai 2021 par la ministre de la culture Roselyne Bachelot-Narquin.

## Œuvres (sélection)[6]
En 1987, il crée La Rose à Di Rosa, sculpture monumentale à Winschoten aux Pays-Bas, et, en 1988, travaille sur le projet Dirossoulo, aquaparc au Grau-du-Roi.
En 1992, il crée Le Jardin sauvage, commande des parcs et jardins de la ville de Paris, Di Rosa girls, une série d'animation en 3D pour Canal+. La ville de Sète lui commande la sculpture de La Madone du quartier haut.
En 1993, Richard Di Rosa aménage une aire de jeux pour la station de métro Fontaine Lestang à Toulouse.
En 1996, la ville d'Accra (Ghana) lui commande une sculpture monumentale en collaboration avec le sculpteur Kofi Setordji.
En 1997, il conçoit le modèle du flacon de parfum Fou d'elle de la société Ted Lapidus. Il aménage un restaurant McDonald's de Balaruc-le-Vieux et crée les décors de l'opéra burlesque Les Sacrés Niebelungen d'Oscar Straus, mis en scène par René Koering.
En 1998, il réalise la sculpture Ronald pour McDonald's France.
En 2005, il réalise une sculpture au profit de l’Opération pièces jaunes présidée par Bernadette Chirac.
En 2008, Richard Di Rosa réalise des sculptures extérieures à Bogota en Colombie, et deux sculptures monumentales pour l’hôtel Dar Sabra à Marrakech au Maroc.

## Expositions (sélection)
- 1982 : à la galerie Gillespie Laage Salomon à Paris avec son frère, Hervé Di Rosa.
- 2002 : Maison des arts de Malakoff[11].
- mai 2008 : Villa Tamaris, La Seyne-sur-Mer, rétrospective retraçant ses vingt-cinq ans de créations
- 2010 : Espace Jacques Villeglé, Saint-Gratien
- 2021 : Galerie Vallois, Paris[4].